# Чернелеле-де-Сус
Чернелеле-де-Сус (рум. Cernelele de Sus) — село у повіті Долж в Румунії. Адміністративно підпорядковане місту Крайова.
Село розташоване на відстані 187 км на захід від Бухареста, 6 км на захід від Крайови.

## Населення
За даними перепису населення 2002 року у селі проживали 1257 осіб.
Національний склад населення села:
| Національність | Кількість осіб | Відсоток |
| -------------- | -------------- | -------- |
| румуни         | 835            | 66,4%    |
| цигани         | 420            | 33,4%    |

Рідною мовою назвали:
| Мова      | Кількість осіб | Відсоток |
| --------- | -------------- | -------- |
| румунська | 1088           | 86,6%    |
| циганська | 168            | 13,4%    |